# Departamento de Huaylas (Confederación Perú-Boliviana)
Huaylas fue uno de los cinco departamentos que conformaban el Estado Nor-Peruano, perteneciente a la Confederación Perú-Boliviana.
Limitaba al norte con el departamento de La Libertad, al este con el departamento de Junín y Amazonas, al oeste con el océano Pacífico; y al sur con el departamento de Lima.

## Historia
El 10 de octubre de 1836, el mariscal Andrés Santa Cruz establece el departamento de Huaylas formado por las provincias de Santa (segregada de Lima), Conchucos Alto, Conchucos Bajo y Huaylas. La capital sigue siendo Huarás.
Este departamento fue disuelto el  28 de febrero de 1839, cuando Agustín Gamarra para perpetuar la victoria chileno-peruana, en la batalla de Pan de Azúcar, el 20 de enero de 1839 y la disolución de la Confederación Perú-boliviana cambia por el nombre, por el de  de Ancachs, que hasta ahora se mantiene legalmente, pero se escribe Áncash. Esta fecha, la del 28 de febrero, sirve para celebrar 'la creación política de Ancash', que en todo caso es únicamente el cambio de nombre de Huaylas por Ancachs.